# Гердана (Бакау)
Гердана (рум. Gherdana) насеље је у Румунији у округу Бакау у општини Татарашти. Oпштина се налази на надморској висини од 236 m.

## Становништво
Према подацима из 2002. године у насељу је живело 397 становника, од којих су сви румунске националности.